# 東德島
東德島是湄公河中的一个岛屿，也是四千美島中的一個島嶼，它位于老挝南部占巴塞省。  东德岛通過一座石桥与东阔岛相连。法屬印度支那時期，法國人在岛上建了14公里长的窄轨铁路。1945年被日本人關閉。岛上有两個瀑布 （其中一個是孔恩瀑布）、一座佛寺和两所小学。 

## 气候
東德島當地屬於熱帶乾濕季氣候， 12月和1月氣溫最低。4月至10月為雨季，其余5个月是旱季。當地氣溫為15°C至38°C。